# Guide Reservoir
Das Guide Reservoir ist ein Stausee im Nordwesten des australischen Bundesstaates Tasmanien.
Er liegt am Oberlauf des Guide River, ca. 12 km südsüdwestlich der Kleinstadt Ridgley.